# Anno (серія ігор)
Anno — серія відеоігор жанру стратегії в реальному часі, створена компанією Sunflowers Interactive. Головною відмінною рисою всіх ігор жанру є акцент на торгівлі. Першою грою серії була Anno 1602: Creation of a New World (1998). Іграм серії характерні елементи будівництва колонії і управління ресурсами на дрібних островах. Вони включають в себе аспекти розвідки, боротьби, дипломатії та комерції. Серія створювалася різними розробниками і нині видається компанією Ubisoft.

## Список ігор

### Основна серія
| Назва                              | Рік  | Розробник                  |
| ---------------------------------- | ---- | -------------------------- |
| Anno 1602: Creation of a New World | 1998 | Max Design                 |
| Anno 1503: The New World           | 2003 | Max Design                 |
| Anno 1701                          | 2006 | Related Designs            |
| Anno 1404                          | 2009 | Related Designs, Blue Byte |
| Anno 2070                          | 2011 | Related Designs, Blue Byte |
| Anno 2205                          | 2015 | Ubisoft Blue Byte          |
| Anno 1800                          | 2019 | Ubisoft Blue Byte          |
| Anno 117: Pax Romana               | 2025 | Ubisoft Blue Byte          |

### Спін-офи
- Anno 1503: Treasures, Monsters and Pirates (2004, укр. Скарби, чудовиська й пірати)
- Anno 1701: Dawn of Discovery (2007, укр. Світанок відкриттів)
- Anno 1701: The Curse of the Dragon (2007, укр. Прокляття дракона)
- Anno: Create a New World (2009) — версія для Nintendo DS і Wii
- Anno 1404: Venice (2010, укр. Венеція)
- Anno 2070: Deep Ocean (2012, укр. Глибини океану)
- Anno Online (2013)
- Anno: Build an Empire (2015) Для платформ Android та iOS.
- Anno 2205: Asteroid Miner (2015) Для платформ Android та iOS.